# 微軟Lumia 532
微軟Lumia 532是微軟移動開發的一款入門級智慧型手機，運行Windows Phone 8.1作業系統。
連同Lumia 435，設計方面被認為是基於被取消的諾基亞X系列。
微軟Lumia 532在同價格範圍内，因爲低容量電池已經飽受批評。